# Varianten van het damspel
Het damspel kent veel varianten. Naast het dammen op een bord met honderd velden, het internationaal dammen, wordt er in veel landen gespeeld op het 64-veldenbord, het kleine bord, waarbij elke speler 12 schijven heeft. Er zijn varianten waarbij het niet geoorloofd is om achteruit te slaan, behalve met een dam, zoals bij checkers en Spaans dammen. Bij checkers mag de dam maar één veld per keer voor- of achteruit (korte dam). De volgende varianten worden op het kleine bord (op de 32 donkere velden van het 8 × 8-bord) gespeeld: checkers/English Draughts (Amerikaans/Engels), pool-checkers (Amerikaans), Braziliaans dammen, Spaans dammen, Italiaans dammen, Russisch dammen, Tsjechisch dammen, Maleis dammen en Thais dammen.
Bij Canadees dammen wordt op (de 72 velden van) een bord van 12x12 gespeeld, met elk 30 schijven.
Daarnaast kent men in Nederland nog een variant op het bord met honderd velden, waarbij er ook horizontaal en verticaal mag worden geslagen, dit heet Fries dammen.

## Tabel van varianten
- Achteruit slaan - In alle varianten mag een schijf alleen vooruit zetten. Slaan mag in sommige varianten ook achteruit.
- Dam - Een lange dam mag over het hele bord spelen. Een korte dam zet en slaat net als een schijf, maar ook achteruit.
- Meerslag - De speler moet zo veel mogelijk stukken slaan.
  - Strenge meerslag - Kan een speler op verschillende manieren hetzelfde aantal stukken slaan, dan moeten zo veel mogelijk dammen worden geslagen.

- Damslag - Kan een speler hetzelfde aantal stukken slaan met een schijf of met een dam, dan moet er met de dam worden geslagen.
- Slaan via achterlijn - Is achteruit slaan niet toegestaan, dan eindigt een slag natuurlijk bij de achterlijn. De schijf wordt dan een dam. Is achteruit slaan wel toegestaan en passeert een schijf tijdens het slaan de achterlijn, dan eindigt de schijf als dam of niet. Ook is het mogelijk dat de schijf direct een dam wordt en dus in dezelfde zet als dam verdergaat.

| Variant                                 | bord (bxh)   | schijven per speler | achteruit slaan | dam  | meerslag | damslag | slaan via achterlijn   | opmerking |
| --------------------------------------- | ------------ | ------------------- | --------------- | ---- | -------- | ------- | ---------------------- | --- |
| Internationaal/ Standaard (Pools)       | 10×10        | 20                  | ja              | lang | ja       | nee     | geen dam               | |
| Engels (Draughts) Amerikaans (Checkers) | 8×8          | 12                  | nee             | kort | nee      | nee     | eindigt bij achterlijn | |
| Pool-checkers (Amerikaans)              | 8×8          | 12                  | ja              | lang | nee      | nee     | ?                      | |
| Dama (Spaans)                           | 8×8          | 12                  | nee             | lang | ja       | ja      | eindigt bij achterlijn | |
| Dama (Portugees)                        | 8×8          | 12                  | nee             | lang | streng   | ja      | eindigt bij achterlijn | |
| Braziliaans                             | 8×8          | 12                  | ja              | lang | streng   | nee     | geen dam               | |
| Italiaans                               | 8×8          | 12                  | nee             | kort | streng   | ja      | eindigt bij achterlijn | Schijf mag geen dam slaan |
| Russisch                                | 8×8          | 12                  | ja              | lang | nee      | nee     | slaat verder als dam   | |
| Tsjechisch                              | 8×8          | 12                  |                 |      |          |         |                        | |
| Thais                                   | 8×8          | 8                   | nee             | lang | nee      | nee     | eindigt bij achterlijn | een dam stopt direct achter het stuk dat geslagen is |
| Canadees                                | 12×12        | 30                  | ja              | lang | ja       | nee     | geen dam               | |
| Croda (Kroatisch)                       | 8×8          | 24                  | nee             | lang | ja       | nee     | eindigt bij achterlijn | Een zet mag recht vooruit of schuin, beginopstelling 1e, 2e en 3e rij (zwarte en witte velden) |
| Turks                                   | 10×10 of 8×8 | 20 of 16            | nee             | lang | ja       | nee     | eindigt bij achterlijn | Stukken bewegen horizontaal en verticaal op lichte en donkere velden. Beginstelling op 2e en 3e rij. |
| Fries                                   | 10×10        | 20                  | ja              | lang | streng   | ja      | geen dam               | Ook horizontaal en verticaal slaan. Een dam mag maar driemaal achterelkaar worden geschoven, daarna moet hij vrij worden gemaakt door een slag (eventueel met dezelfde dam) of door een zet met een ander stuk. Deze beperking vervalt wanneer men alleen maar dammen heeft. |